# 玛丽亚·罗莎·坎迪多
玛丽亚·罗莎·坎迪多（義大利語：Maria Rosa Candido，1967年2月10日—1993年10月18日），意大利女子短道速滑运动员。她曾代表意大利参加1988年和1992年冬季奥林匹克运动会短道速滑比赛，获得一枚金牌和一枚铜牌。